# Артал
Долината Ар или Артал (на немски: Ahrtal) е долина в провинция Рейнланд-Пфалц, Германия.
Наречена е на река Ар, ляв приток на Рейн. Започва от извора на река Ар. Известна е с лозарството и своята минерална вода.